# Вейхерово (гмина)
Вейхерово (пол. Wejherowo) — сельская гмина (волость) в Польше, входит как административная единица в Вейхеровский повет, Поморское воеводство. Население — 19 009 человек (на 2004 год).

## Демография
| Перепись                       | Всего   | Всего | Женщины | Женщины | Мужчины | Мужчины |
| ------------------------------ | ------- | ----- | ------- | ------- | ------- | ------- |
| Единицы                        | человек | %     | человек | %       | человек | %       |
| Население                      | 17 730  | 100   | 8768    | 49,5    | 8962    | 50,5    |
| Плотность населения (чел./км²) | 91,4    | 91,4  | 45,2    | 45,2    | 46,2    | 46,2    |

## Соседние гмины
1. Гдыня
2. Гмина Гневино
3. Гмина Крокова
4. Гмина Люзино
5. Гмина Пуцк
6. Реда
7. Румя
8. Гмина Шемуд
9. Вейхерово